# Niezdów (Opole Lubelskie)
Niezdów – część miasta Opole Lubelskie w Polsce położona w województwie lubelskim, w powiecie opolskim. Leży w zachodniej części miasta, wzdłuż ulicy Kaliszańskiej.
Jest to wschodnia część wsi Niezdów, włączona do Opola Lubelskiego częściowo (86 ha) 1 stycznia 1973, w związku z reformą administracyjną państwa i częściowo 1 lipca 1990 (149,25 ha).